# レジェンド・オブ・フィスト 怒りの鉄拳
『レジェンド・オブ・フィスト 怒りの鉄拳』（レジェンド・オブ・フィスト いかりのてっけん、原題：精武風雲・陳真）は、2010年に公開された香港・中国合作映画。ブルース・リー主演の1972年香港映画『ドラゴン怒りの鉄拳』にオマージュを捧げた続編的作品である。監督はアンドリュー・ラウ。
第35回トロント国際映画祭特別招待作品。第67回ヴェネツィア国際映画祭アウト・オブ・コンペティション部門正式出品作品。

## 解説
チェン・ジェン（陳真）役のドニー・イェンは子供のころからの熱狂的ブルース・リーファンとして知られており、最も影響を受けた人物としてリーを語ることも多く、2001年にMega Starから香港で発売されたDVD『ドラゴン怒りの鉄拳』 (DTS Version) の特典ではオーディオコメンタリーも収録している。
1995年には自ら企画・主演を務めた『ドラゴン怒りの鉄拳』のリメイクTVドラマ『精武門』（亜洲電視）がアジアでヒット。その後本作と同じく「主人公チェン・ジェンは死なず」という構想で続編映画化の計画が1997年と2002年に2度あったものの、実現には至らなかった。よってこの作品でドニー・イェンは、長い年月を経て念願のチェン・ジェンを再び演じたことになる。劇中ではチェン・ジェンが、米国のテレビドラマ『グリーン・ホーネット』でブルース・リーが演じたカトーを彷彿とさせる仮面の男に変装するシーンも登場する。
完成後のプレミアの際には外国人記者から「以前の映画と違いはあるのか」と質問が飛んだ。「アクションや設定スタイルに大きな違いがある」と答えた後「陳真のイメージはブルース・リーが形作った」と続け、自分は彼をリスペクトしているので、白い中山服やヌンチャク、“中国人不是東亜病夫（中国人はアジアの病人ではない）”という台詞は外せないと語った。
力石毅大佐を演じたのは、日本をはじめ中国で活動する日本人俳優木幡竜。またEXILEのAKIRAや倉田保昭も出演している。主演と同時にアクション監督もつとめたドニー・イェンを補佐するスタントコーディネーターには谷垣健治とイム・ワーが担当し、多数の日本人スタントマンも参加した。

## あらすじ
1917年、第一次世界大戦時のヨーロッパ最前線の戦地にその男の姿はあった。霍元甲（フォ・ユェンジャア）の弟子であり上海で射殺されたと思われていた男の名は、陳真（チェン・ジェン）。生きていた彼は中国人労働者の一人として戦場にいたのである。時は移り1925年、戦死した仲間の名を借り中国へ戻ってきていた彼は、列強の思惑が入り乱れ不穏な空気が漂う上海で日本軍へのレジスタンス活動を行っていた。極秘任務として有名クラブ「カサブランカ」のオーナーであり上海一の実力者でもある人物に近づきクラブの役員に就任する陳真。中国人企業家、英国官僚、日本将校、各国スパイたちが集うその場所で出会った美しい歌姫キキ、そしてそこでかつて陳真に父を殺され仇として彼の行方を追う日本軍大佐、力石毅とも相まみえることとなる。

## キャスト
- チェン・ジェン（陳真）：ドニー・イェン
- キキ：スー・チー
- リウ・ユティエン：アンソニー・ウォン
- ホアン警部：ホアン・ボー
- 曾将軍：ショーン・ユー
- 力石毅大佐：木幡竜
- 力石剛：倉田保昭
- 日本軍人佐々木：AKIRA（EXILE）
- 山崎中尉：船木壱輝
- チー・ティエンユアンの妹：チョウ・ヤン
- ウェイウェイ：フォ・スーイェン
- チー・ティエンユアン：チョン・ホアイユイ
- 卓将軍：マー・ユエ
- フーハイ：チャオ・ガン
- ダーパオ：ウー・ジエンビン

## スタッフ
- 監督：アンドリュー・ラウ
- アクション監督：ドニー・イェン
- 製作：ゴードン・チャン、アンドリュー・ラウ
- 脚本：ゴードン・チャン、チェン・チーシン
- 撮影：アンドリュー・ラウ、ン・マンチン
- 音楽：コンフォート・チャン
- 武術指導：谷垣健治、イム・ワー
- 武術指導助手：トニー・タン（譚鎮渡）
- スタント：田中清一、吉田浩之、稲留正樹、富田稔、猪原光浩、岩本淳也ほか